# Pelosia umbrata
Pelosia umbrata är en fjärilsart som beskrevs av Urbhan 1953. Pelosia umbrata ingår i släktet Pelosia och familjen björnspinnare. Inga underarter finns listade i Catalogue of Life.